# Atilla Engin

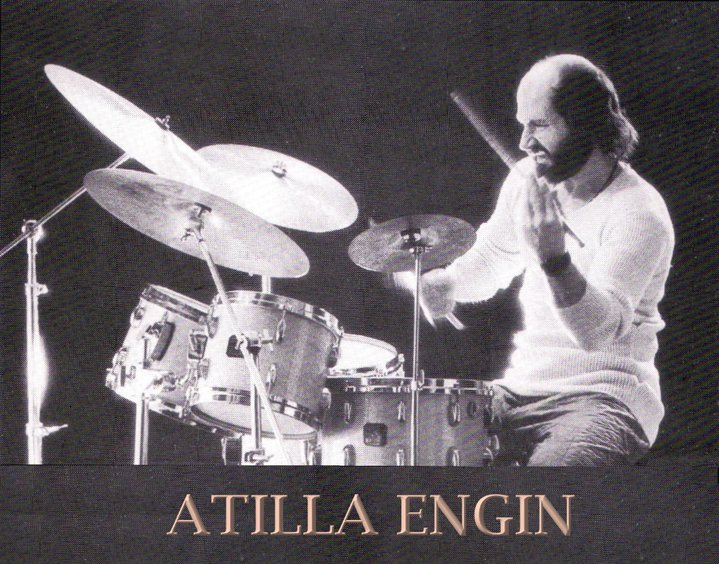
Atilla Engin, 1982, Dänemark

Atilla Engin (* 1946 in Kayseri; † 2. November 2019 in Paranaguá, Brasilien) war ein türkischer Schlagzeuger, Perkussionist, Fusioninterpret, Bandleader und Komponist. Von 1986 bis 1989 war er als Dozent am Rytmisk Musikkonservatorium in Dänemark tätig. Von 1989 bis 2005 wohnte er in New York, wo er verschiedene Orchester gründete. Seit 2005 lebte er in Brasilien, wo er das Brazil World Orchestra gründete.

## Leben und Wirken

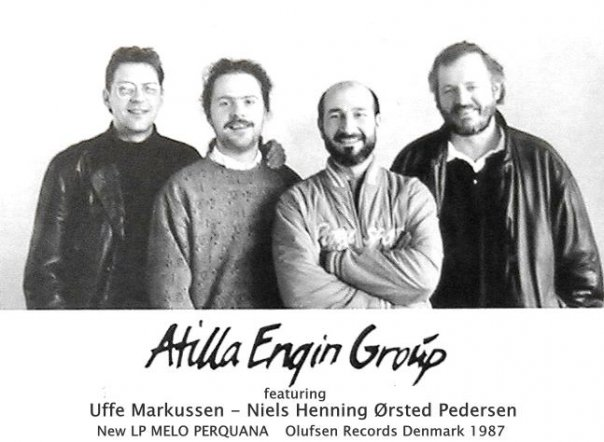
Atilla Engin Group: Atilla Engin, Niels Henning Ørsted Pedersen, Uffe Markussen 1987

Engin begann seine musikalische Karriere in Istanbul. 1975 zog er nach Kopenhagen, einem der Jazzzentren Europas. Seine erste Jazzrockband Matao hat er im Jahre 1976 gegründet. 1980 gründete er die Atilla Engin Group. Engin zählt zu den Mitbegründern des 1986 gegründeten, staatlichen Copenhagen Royal Jazz Konservatoriums von Dänemark. In diesem Konservatorium hat er vier Jahre lang doziert. 1985 hat er in Indien am internationalen Percussion-Festival Tal Vadhya Utsav, das vom indischen Staat organisiert wurde, zusammen mit Okay Temiz und Burhan Öçal teilgenommen. Im selben Jahr hat er das Vorspiel für das Roskilde-Festival komponiert. Ab 1986 hat er das internationale Schlagzeug und Percussion Festival World to World vier Jahre lang organisiert. 1987 gewann Engins Schüler-Big Band „TYRKIS“ den ersten Preis im Dortmunder Big Band Festival. Die anatolische Volksmusik wollte er durch Jazz in der Welt bekannt machen. Im Jahre 1989 ging er nach Amerika. Sein erstes Orchester New World Orchestra hat er 1992, sein zweites Turquoise 1996 begründet. Sein drittes und letztes Orchester wurde im Jahr 1999 mit dem Namen The Istanbul Orchestra begründet. Seit 2005 lebt er in Brasilien.
Atilla Engin hat in seinem musikalischen Leben mit Musikern aus dem Jazz Fusion und Rock Area zusammengearbeitet, wie z. B. Zakir Hussain, Airto Moreira, Ed Thigpen, Niels-Henning Ørsted Pedersen (NHØP), Naná Vasconcelos, Butch Lacy, Eddie Henderson, Elliott Sharp, Okay Temiz, Al Di Meola, Frank Colon, Peter Giger, Gilad (Gilad Dobrecky), Aaron Comess, Rave Tesar, Dan Jordan, Hugo Rasmussen, Simon 'Cato' Spang Hansen, Ole Matthiessen, Eddie Henderson, Jens Winther und Uffe Markussen. Als er noch in der Türkei war, hat er auch mit türkischen Musikern, wie Metin Gürel, Burhan Tonguç, Ergun Özer, Metin Ersoy, Alpay, Özdemir Erdoğan, Esin Afsar, Tayfun, Selda Bağcan, Serif Yüzbasioglu, Onno Tunç, Turhan Yükseler und Tuna Ötenel gespielt. Zu seinen Schülern gehört der Kopenhagener Drummer Stefan Pasborg. Als einer der umtriebigen Jazz-Fusioninterpreten der Türkei, Dänemarks und der USA, hat Atilla Engin für den Kulturaustausch eine Rolle gespielt.

## Werke

### Türkei

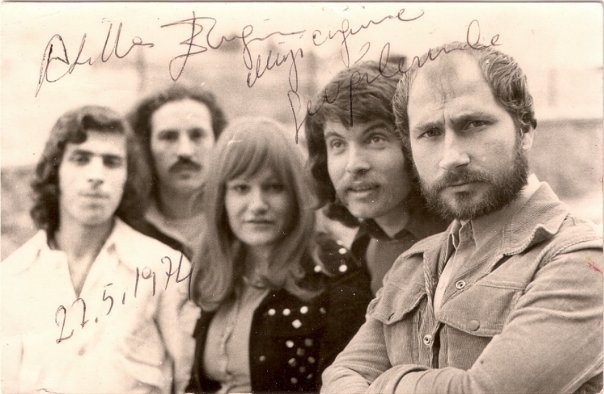
Elvan Araci, Nuri Bora, Selda Bagcan, Seyhan Karabay, Atilla Engin 1974 Istanbul

1971 hat er ein Gedicht von Omar Chayyām mit dem Titel Felek Usta komponiert und gesungen. In dem Orchester haben Atilla Özdemiroglu und Sanar Yurdatapan mitgespielt. im Jahre 1974 hat Özdemir Erdoğan sein Lied Kumsalda auf die Schallplatte gesungen. Das Lied wurde ein Schlager und blieb wochenlang in den Schlagercharts. Der Text, die Musik und das Arrangement stammte von Atilla Engin. Er hat im Aufnahmestudio für dieses Lied selbst Klavier und Schlagzeug gespielt. Sein zweites Lied Bütün Içkiler Benden Bu Gece wurde von dem Sänger Alpay auf die Schallplatte gesungen und bei der Aufnahme von Selda Bağcans Lied Anayasso hat er Schlagzeug gespielt.

### Europa

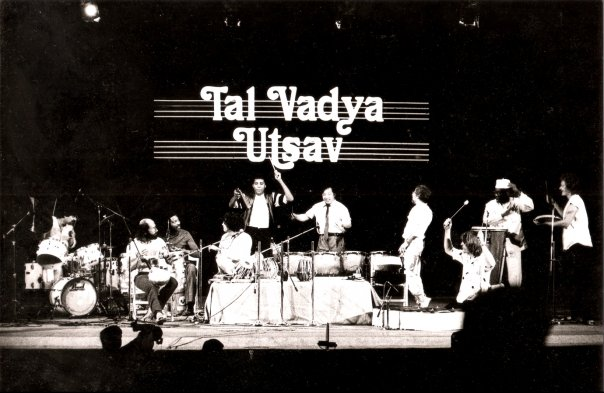
Trilok Gurtu, Atilla Engin, Zakir Hussain, Okay Temiz, Peter Giger, Babatunde Olatunji in Indien am internationalen Percussion-Festival Tal Vadhya Utsav. 1985

1976 hat Atilla Engin seine erste Jazzrockband Matao gegründet. 1979 hat Matao ihre erste Schallplatte Turkish Delight herausgegeben. Die Band hat auf dem bekannten Roskilde Festival und in verschiedenen Orten Dänemarks Konzerte gegeben. 1980 hat er mit türkischstämmigen Kindern, die in Dänemark leben, ein Album mit dem Namen Atatürk’ün Çocuklari ve Nasreddin Hoca produziert und im „Fashing Jazz Klub Stockholm“ mit Maffy Falay, Elvan Araci und Selçuk Sun ein Konzert gegeben. 1980 Die „Atilla Engin Group“ wurde gegründet. im Jahre 1982 hat die „Atilla Engin Group“ ihre erste Jazz/Fusion-Schallplatte, Nazar, veröffentlicht. (Danish Music Productions).1984 wurde die zweite Schallplatte Memories herausgegeben. Okay Temiz, der Gitarrist und Perkussionist Mehmet Ozan und der dänische Bassist Hugo Rasmussen haben im Orchester mitgespielt.
1985 wurde Atilla Engin Mitbegründer des staatlichen „Copenhagen Royal Jazz“-Konservatoriums von Dänemark und er hat in diesem Konservatorium bis 1989 doziert. Atilla Engin Group wurde vom dänischen Staat, im Rahmen des Europäischen Musikjahrs in die Türkei geschickt, um dort Konzerte zu geben. Atilla Engin hat mit Okay Temiz und Burhan Öçal zusammen am internationalen Percussion-Festival „Tal Vadhya Utsav“ in Indien, im Namen der Türkei, teilgenommen. Er wurde im Jahre 1985 als ‘’Komponist des Jahres’’ ausgezeichnet. Atilla Engin hat das Vorspiel für das Roskilde-Festival 1985 komponiert und das Orchester dirigiert.

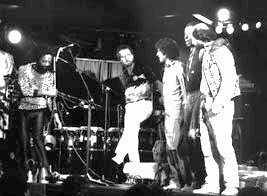
Nana Vasconcelos, Birger Sulsbruck, Zakir Hussain, Ahmadu Jarr und Atilla Engin beim Internationalen Schlagzeug- und Perkussion-Festival World to World 1986

 1986 hat er das internationale Schlagzeug- und Percussion-Festival World to World vier Jahre lang organisiert. An diesem Festival haben in diesen vier Jahren u. a. Zakir Hussain, Airto Moreira, Naná Vasconcelos, Ed Thigpen, Adam Nussbaum, Danny Gottlieb, Peter Giger, Mehmet Ozan und Burhan Öçal teilgenommen. Die Atilla Engin Group hatte mit Okay Temiz eine Tournee in Dänemark und Schweden organisiert. Die Atilla Engin Group hat ihr drittes Album‚ Marmaris Love herausgegeben. Okay Temiz, Svend Staal Larsen und Mehmet Ozan haben ihn in diesem Album begleitet. 1987 hat das staatliche Radio von Dänemark Atilla Engin beauftragt, zwei Lieder zu komponieren und diese mit dem dänischen Radio-Symphonie-Orchester zu spielen. Die Atilla Engin Group und das dänische Radio-Symphonie-Orchester haben zusammen ein Konzert gegeben. Das Arrangement der Lieder gehörte zu Atilla Engin. Atilla Engin hat mit seinen Schülern vom Konservatorium das Big-Band-Orchester Tyrkis gegründet und mit diesem Konzerte gegeben, u. a. im Jazzhus Montmartre. Engins Schüler-Big Band Tyrkis gewann den ersten Preis im Dortmunder Big-Band-Festival. Tyrkis hat die Schallplatte My Little Chinese Love herausgegeben. Engin dozierte in der Branbjerg Staevne, einer Sommerschule für Jazz. Die Atilla Engin Group hat ihr viertes Album‚ No Money No Honey herausgegeben. Arto Tunçboyacıyan hat in diesem Album mitgespielt. Die Atilla Engin Group hat ihr fünftes Album Melo Perquana, mit dem dänischen Jazz-Kontrabassisten Niels Henning Ørsted Pedersen (NHØP) veröffentlicht. Die Atilla Engin Group hatte nach dem Album mit NHØP und Nuri Bora eine Tournee organisiert. 1989 hat Atilla Engin in verschiedenen Städten der Türkei mit dem Big-Band-Orchester, die er aus 16 Schülern des staatlichen „Copenhagen Royal Jazz“-Konservatoriums zusammenstellte, eine Reihe von Konzerten gegeben. Die Sponsoren dieser Konzerte waren das dänische Erziehungsministerium, das dänische Kulturministerium, der türkische Rundfunk TRT und die Bürgermeister der Städte Ankara, Izmir und Istanbul.

### Amerika

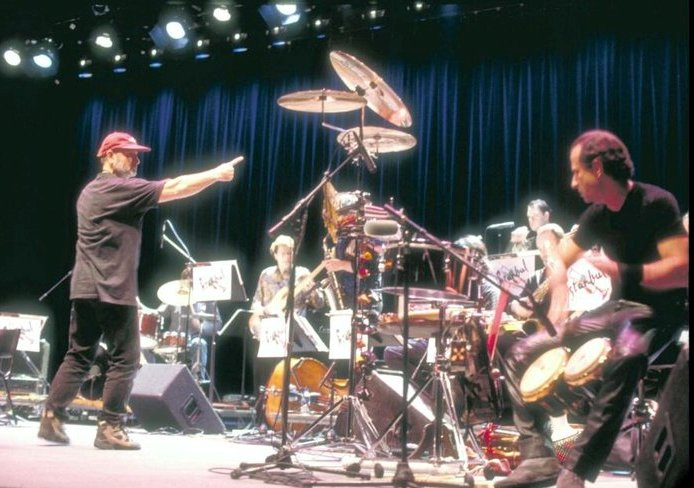
Atilla Engin und sein „The Istanbul Orchestra“ auf einem Konzert in New York. Symphony Space, New York, 2000

1989 ging Atilla Engin Ende des Jahres nach New York. 1992 hat Engin sein erstes Orchester in Amerika, das New World Orchestra, gegründet. 1993 hat das New World Orchestra sein erstes Konzert in der Weill Recital Hall in der Carnegie Hall gegeben. Nach diesem Konzert hat das Orchester mehrere Konzerte in verschiedenen Clubs von New York gegeben. 1996 hat Atilla Engin sein zweites Orchester, Turquoise gegründet.

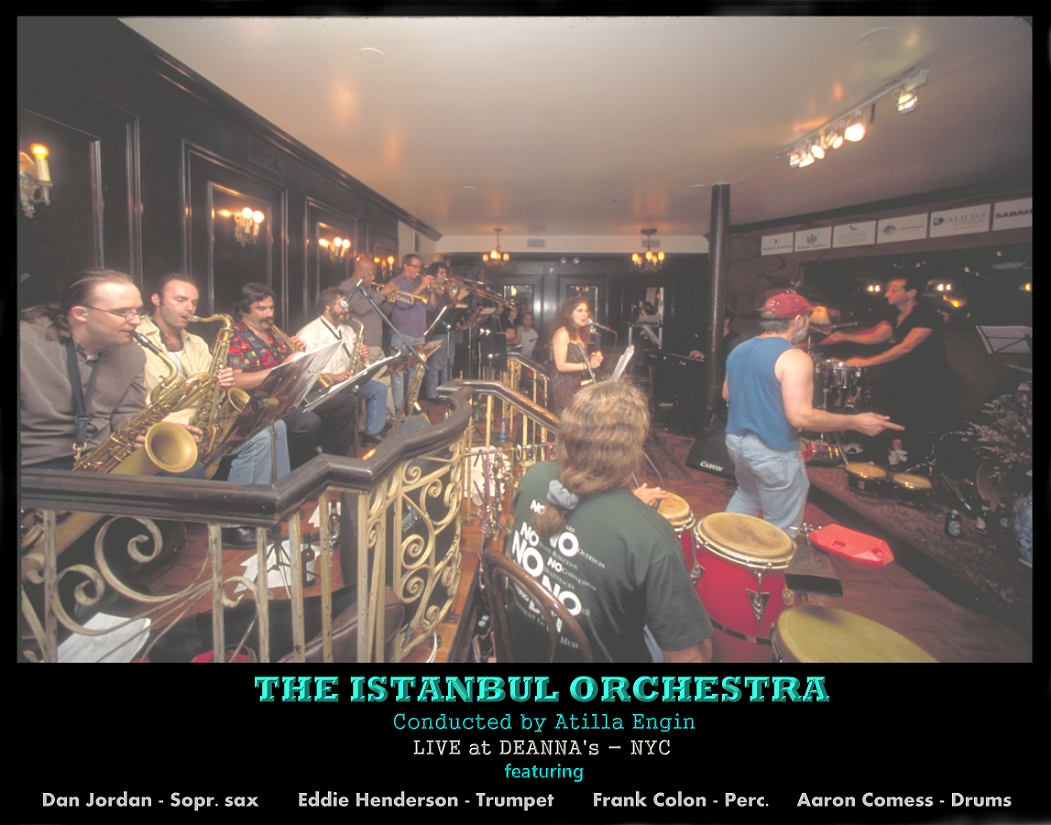
Atilla Engin mit The Istanbul Orchestra in Deanna's Jazz Club. 2000

Turquoise hat mehrere Jazz–Fusion Konzerte gegeben, u. a. beim New Yorker Mayfest. 1999 hat Turquoise ihre erste CD, Mosaic Of Anatolia herausgegeben. Die meisten Lieder auf dieser CD wurden im Nightingales Jazz Club in New York live aufgenommen. Turquoise hat in der Florence Gould Hall in New York das Konzert Hilfe für die Erdbebenopfer in der Türkei gegeben. An diesem Konzert haben der Gitarrist Al Di Meola und der indische Perkussionist Badal Roy mit ihren Orchestern mitgewirkt. 2000 wurde das The Istanbul Orchestra gegründet. Das The Istanbul Orchestra hat in verschiedenen New Yorker Clubs mehrere Konzerte gegeben. Atilla Engin und The Istanbul Orchestra haben mit den türkischen Saz-Spielern Arif Sağ und Erdal Erzincan im New York Symphony Space das Anatolien, Word Music Concert realisiert. Unter den Zuschauern waren bekannte Musikproduzenten, wie z. B. Ahmet Ertegün und Arif Mardin Atilla Engin hat auf dem Zülfü Livaneli und Maria Farantouri-Konzert in der Town Hall in New York mit İlhan Erşahin und Al Di Meola als Gästen mitgespielt. 2001 haben Atilla Engin und The Istanbul Orchestra im New York Central Park ein 23 Nisan Konzert gegeben, auf dem türkischstämmige Kinder, die in New York leben, gesungen haben.

### Brasilien
2005 ist Atilla Engin nach Brasilien übersiedelt. Dort hat er das Brazil World Orchestra gegründet. 2009 hat Engin die CD Ocean Of Emotion herausgebracht, mit zwei Lieder des The Istanbul Orchestra und Liveaufnahmen von Turquoise.

## Diskographie
- Felek Usta, 1971 Evren Plak (Komposition, Gesang: Atilla Engin, Text: Omar Chayyām)[19]
- Kumsalda, 1974 Yonca Plak Vokal: Özdemir Erdoğan (Text, Musik, Inszenierung, Schlagzeug, Klavier: Atilla Engin)
- Bütün Içkiler Benden Bu Gece, 1974 Yonca Plak Gesang: Alpay (Text, Musik, Inszenierung: Atilla Engin)
- Turkish Delight, Grup Matao, 1979 RA Records
- Atatürk’ün Çocuklari ve Nasrettin Hoca, 1980 Fairytale Denmark
- Solens Børn, mit Ariel(19), 1980 Pick Up Records
- Nazar, Atilla Engin Group, 1982 Danish Music Productions
- Memories, Atilla Engin Group (mit Okay Temiz), 1984 Danish Music Productions
- Marmaris Love, Atilla Engin Group (mit Okay Temiz), 1986 Danish Music Productions[20]
- No Money No Honey, Atilla Engin Group (mit Arto Tunçboyacıyan), Danish Music Productions
- My Little Chinese Love, Tyrkis Big Band conducted by Atilla Engin, Stunt Records Denmark
- Melo Perquana, Atilla Engin Group (mit Niels-Henning Ørsted Pedersen), 1988 Olufsen Records Denmark
- Mosaic of Anatolia, Group Turquoise, 1999 Istanbul Records New York[21]
- Moon Dog Girl, mit Noodle Shop (John Kruth, Elliott Sharp, Atilla Engin und Jonathan Segel), 1999 Sparkling Beatnik Records
- Ocean of Emotion, The Istanbul Orchestra – Group Turquoise – Atilla Engin, 2009 Indie